# اچ‌ام‌سی‌اس رجینا (اف‌اف‌اچ ۳۳۴)
اچ‌ام‌سی‌اس رجینا (اف‌اف‌اچ ۳۳۴) (به انگلیسی: HMCS Regina (FFH 334)) یک کشتی بود که طول آن ۱۳۴٫۲ متر (۴۴۰ فوت) بود. این کشتی در سال ۱۹۹۲ ساخته شد.